# سن خوان، شهرستان استار، تگزاس
سن خوان (به انگلیسی: San Juan) یک منطقهٔ مسکونی در ایالات متحده آمریکا است که در شهرستان استار، تگزاس واقع شده‌است. سن خوان ۱۲۹ نفر جمعیت دارد.